# Bünzen
Bünzen é uma comuna da Suíça, no Cantão Argóvia, com cerca de 944 habitantes. Estende-se por uma área de 5,77 km², de densidade populacional de 164 hab/km². Confina com as seguintes comunas: Besenbüren, Boswil, Hermetschwil-Staffeln, Waltenschwil. 

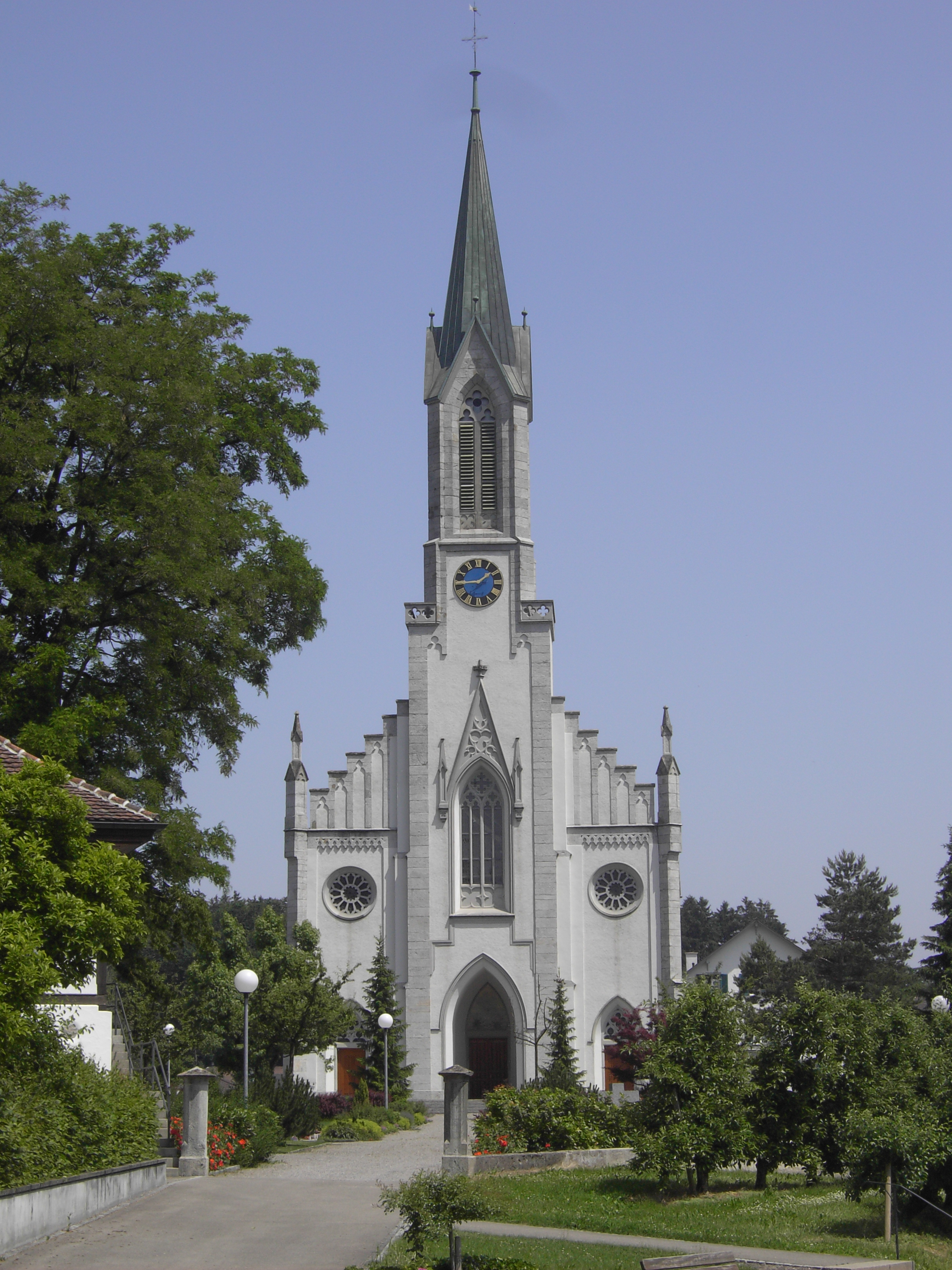
Cath. Church

A língua oficial nesta comuna é o Alemão.